# Hercule Grisel
Pour les articles homonymes, voir Grisel.
Hercule Grisel, né le 18 août 1595 à Rouen et mort en 1677 à Rouen, est un poète et traducteur français.

## Biographie
De la même famille que le poète Jehan Grisel, Hercule Grisel était un prêtre habitué de la paroisse de Saint-Maclou de Rouen. Cultivant les lettres et surtout la poésie latine sous le nom d'Hercules Grisellus, il a composé un poème fort rare intitulé Hercvlis Griselli presbyteri Fasti Rothomagenses, seu Descriptio omnium rerum visu dignarum in urbe Rothomagensi, duobus voluminibus, ou Les Fastes de Rouen, Rouen, 1631, in-4°. Ce poème, dont chacun des douze livres porte le nom d'un mois de l'année, décrit en détail les fêtes religieuses qui avaient lieu à Rouen à son époque, les ouvertures du Parlement, la cérémonie de la délivrance du prisonnier le jour de l'Ascension ainsi que la description des monuments, antiquités et curiosités de la ville, le tout avec de nombreuses notes explicatives.
Hercule Grisel a également traduit le César Auguste du poète Martial (1639) et la première Satyre de Juvénal du latin en français.

## Œuvres
- Carminum heroicorum sylvae tres, Paris, Gervais Alliot, 1642
- Distichorum Apollo triplex, Paris, Gervais Alliot, 1643
- Epigrammatum musae tres Calliope, Melpomene, Thalia, Paris, Gervais Alliot, 1639
- Fastorum rothomagensium, Paris, Gervais Alliot, 1866-1887
- Hercvlis Griselli Pictvrae poeticae : I. Pantographia, vniuersi descriptio. II. Horographia, temporis : opus ex poëtis excerptum, illustratum notis & analectis auctum, Paris, Gervais Alliot, 1642
- Oreadum sylva heroica de Christo et B. Matre : cum prioribus Fastorum patriae sex mensibus, Paris, Gervais Alliot, 1643

- Les Fastes de Rouen : poème latin par Hercule Grisel, prêtre rouennais du XVIIe siècle, révision et notes par François Bouquet, Rouen, H. Boissel, 1866-1870

## Pour approfondir